# Bulbophyllum longipedicellatum
Bulbophyllum longipedicellatum är en orkidéart som beskrevs av Johannes Jacobus Smith. Bulbophyllum longipedicellatum ingår i släktet Bulbophyllum och familjen orkidéer.

## Underarter
Arten delas in i följande underarter:
- B. l. gjellerupii
- B. l. longipedicellatum